# Војислав Ђоновић
Војислав Војкан Ђоновић (Београд, 1921 — Београд, 2008) био је српски и југословенски џез гитариста.

## Биографија
Рођен је у угледној грађанској породици 18. новембра 1921. године у Београду и цео животни век је провео на Врачару (Тополска улица и, касније, улица Књегиње Зорке).
Прву гитару (коју је В. Ђоновић до смрти сматрао за најбољу на којој је икада свирао) купио му је отац, српски дипломата, од чувеног мајстора Лајоша Боцана са Славије, крајем тридесетих година 20. века. После само годину и по дана, Војкан је успео да овлада жичаним инструментом и да крене са свирком у јавности.
Током Другог светског рата је само захваљујући гитари и познавању музике успео да преживи.
После рата, уз помоћ колега и пријатеља, почео је да свира по игранкама. Први је у Србији набавио електрично појачало, у јесен 1948. године.

## Каријера
Због изврсне технике и сталне жеље да напредује, Војислав Војкан Ђоновић је врло брзо постао један од најомиљенијих музичара у Београду.
Војкан Ђоновић је 1951. године постао Стални члан Џез оркестра Радио Београда под руководством Младена Бобија Гутеше. Као солиста, композитор и аранжер био је један од најактивнијих чланова.
Од 1959. до 1962. године, Ђоновић је са великим успехом наступао као солиста у Великом ревијском оркестру Илије Баћка Генића.
На изненађење многих својих пријатеља, извесно време је „оставио“ џез музику и потпуно се посветио извођењу народне музике и романси у саставу Душана Радетића.
Изненада је одлучио да престане са активним свирањем и постао је уредник издања у Продукцији грамофонских плоча. Остао је доследан својој одлуци да не свира по окончању музичке каријере. Једини изузетак је био наступ у Коларчевој задужбини 1998. године поводом педест година Џез оркестра Радио Београда. Тада је Војислав Ђоновић свирао уз такве великане српског џеза, као што су: Душко Гојковић, Бора Роковић, Лала Ковачев и Стјепко Гут.
Војислав Војкан Ђоновић је преминуо у Београду 5. јануара 2008. године.
Поводом његове смрти, С. Аранђеловић је у дневном листу Данас о Војиславу Војкану Ђоновићу написао следеће:
…Његово музицирање одликовало се изванредним драјвом, прецизном фразом и неисцрпном енергијом који су често уобличавани у мелодична и незаборавна сола. Пријатан звук Војканове гитаре био је додатни квалитет у ансамблима у којима је свирао.